# Sarail
Sarail è un sottodistretto (upazila) del Bangladesh situato nel distretto di Brahmanbaria, divisione di Chittagong. Si estende su una superficie di 239,52 km² e conta una popolazione di 315.208  abitanti (dato censimento 1991).